# 里奇·繆爾
里奇·繆爾（Ricky Muir，1980年12月25日—）是一位澳洲政治人物，他的黨籍是澳洲車愛好者黨。自2014年開始，他是代表維多利亞州的澳大利亞參議院議員之一。他已經結婚並有五個孩子。